# Марийский государственный университет
Марийский государственный университет (луговомар. Марий кугыжаныш университет) — высшее учебное заведение, находится в городе Йошкар-Ола Республики Марий Эл. Один из региональных опорных университетов.
МарГУ имеет свидетельство о государственной аккредитации от 30 декабря 2020 года и лицензию на осуществление образовательной деятельности от 29 января 2016 года, выданные Федеральной службой по надзору в сфере образования и науки.
По рекомендации Министерства образования и науки Республики Марий Эл Марийский государственный университет включён в Национальный реестр «Ведущие научные организации России» (2016).

## История
Образован в 1972 году. 4 мая 1971 года министр высшего и среднего специального образования РСФСР В. Н. Столетов подписал приказ об организации в Йошкар-Оле университета.
Инициаторами создания вуза выступили первый секретарь Марийского обкома КПСС В. П. Никонов, председатель Президиума Верховного Совета МАССР П. А. Алмакаев и председателя Совета Министров республики Т. И. Горинов, которые в январе 1970 года обратились в ЦК КПСС и Совет Министров СССР с просьбой о создании первого на марийской земле университета. В декабре 1971 года была утверждена структура МарГУ в составе историко-филологического, биолого-химического, физико-математического, сельскохозяйственного факультетов, подготовительного отделения, 17 кафедр, научно-исследовательского сектора, 40 кабинетов и лабораторий. Обучение планировалось вести по 10 специальностям. Одновременно развернулось строительство учебных корпусов, жилого дома для преподавателей.
Первые деканы:
- И. А. Пахмутов — декан сельскохозяйственного факультета;
- Л. И. Шабалин — декан биолого-химического факультета;
- Г. С. Патрушев — декан историко-филологического факультета;
- И. Н. Николаев — декан физико-математического факультета.

В 1985—1998 годы Марийский университет приобрёл основные черты сложившегося классического университета. Руководил университетом доктор химических наук, профессор В. П. Ившин.
В 1990 году была открыта аспирантура для подготовки научных и педагогических кадров. В 1993 году в университете проходило обучение по 18 специальностям, в 1998 году — по 37.
В 1992 году открыта докторантура по трём специальностям.
За период с 1994 по 1998 год объём финансирования научно-исследовательской деятельности возрос более чем в 10 раз.
Период 1998—2007 годов характеризовался устойчивым развитием сформировавшихся традиций классического университетского образования и связан с деятельностью ректора университета профессора В. И. Макарова.
С 2008 года в состав университета вошёл образованный в 1931 году Марийский государственный педагогический институт имени Н. К. Крупской. С 2010 года на базе университета функционирует Марийский аграрный колледж. Университет ведёт подготовку в пяти институтах и на десяти факультетах.
В апреле 2017 года университет стал одним из региональных опорных университетов.
В 2020 году в МарГУ был открыт Институт цифровых технологий.
В 2021 году введён в эксплуатацию современный фитнес-центр. «МарГУ СтудФитнес».
Ректорат Марийского государственного университета 1971—2020 годы:
- Колла Виктор Эдуардович;
- Соколов Пётр Алексеевич;
- Ившин Виктор Павлович;
- Макаров Виталий Иванович;
- Швецов Михаил Николаевич.

## Здания МарГУ

### Учебные корпуса

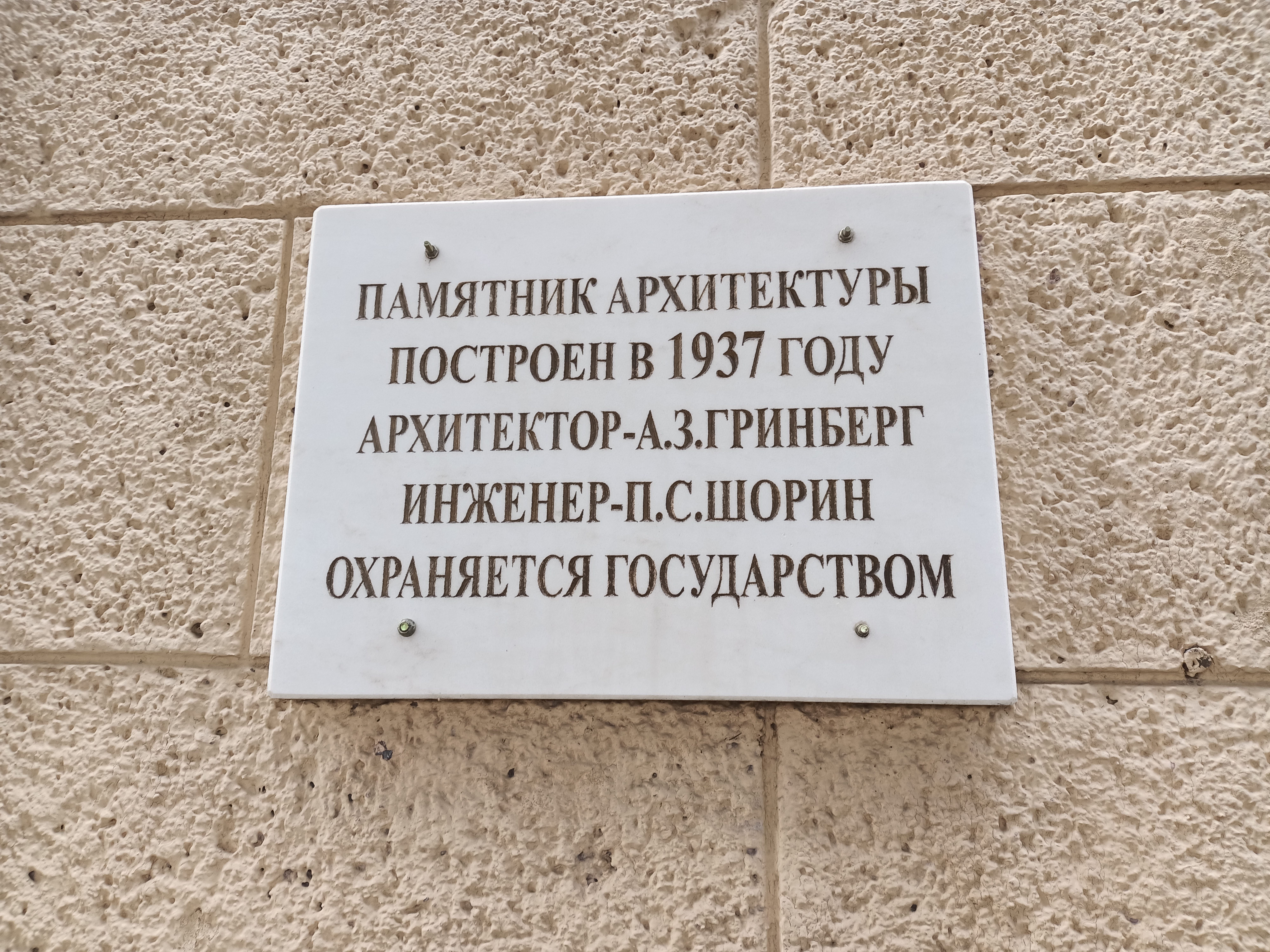
Мемориальная табличка на здании бывшего Дома Советов (ныне первого корпуса МарГУ) в Йошкар-Оле

- Памятная табличка на здании 1-го корпуса МарГУ в Йошкар-ОлеМемориальная табличка на здании бывшего Дома Советов (ныне первого корпуса МарГУ) в Йошкар-ОлеУчебный корпус «А», г. Йошкар-Ола, пл. Ленина, д. 1

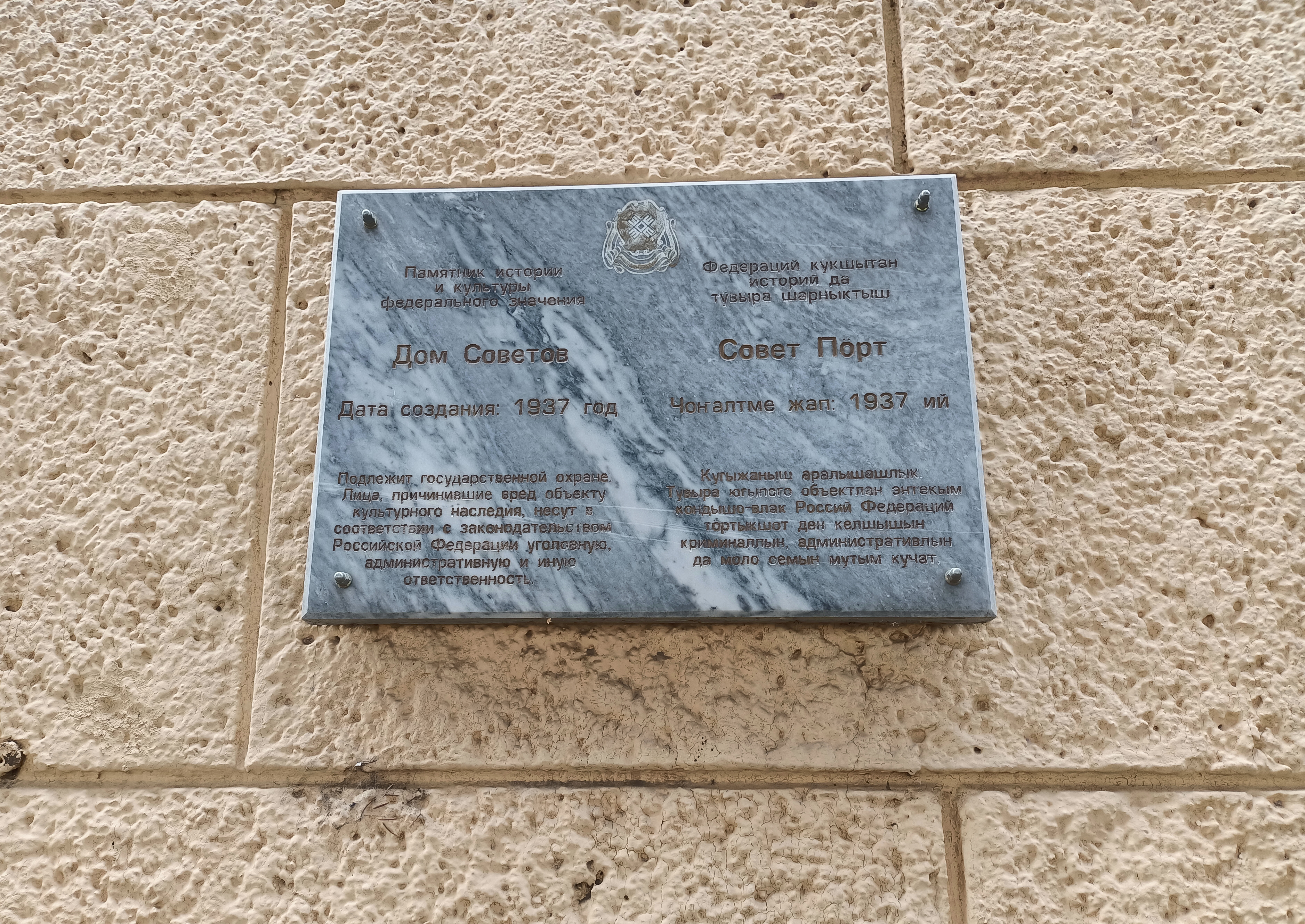
Памятная табличка на здании 1-го корпуса МарГУ в Йошкар-Оле

- Учебный корпус «Б», г. Йошкар-Ола, ул. Осипенко, д. 60
- Учебный корпус «B», г. Йошкар-Ола, ул. Красноармейская, д. 71
- Учебный корпус «Г», г. Йошкар-Ола, ул. Пушкина, д. 30
- Учебный корпус «Д», г. Йошкар-Ола, ул. Осипенко, д. 62
- Учебный корпус «Е», г. Йошкар-Ола, ул. Машиностроителей, д. 15
- Учебный корпус «П», г. Йошкар-Ола, ул. Кремлёвская, д. 44
- Учебно-лабораторный корпус, г. Йошкар-Ола, ул. Кремлёвская, д. 44

### Общежития
- Общежитие № 1, г. Йошкар-Ола, ул. Эшпая, 130
- Общежитие № 2, г. Йошкар-Ола, ул. Рябинина, 8
- Общежитие № 3, г. Йошкар-Ола, ул. Рябинина, 8
- Общежитие № 4, г. Йошкар-Ола, ул. Красноармейская, 67
- Общежитие № 5, г. Йошкар-Ола, ул. Красноармейская, 65
- Общежитие № 6, г. Йошкар-Ола, ул. Кремлёвская, 40
- Общежитие № 7, г. Йошкар-Ола, ул. ул. Кремлёвская, 46
- Общежитие № 8, г. Йошкар-Ола, ул. Советская, 123
- Общежитие № 9, г. Йошкар-Ола, ул. Красноармейская, д. 71/1

## Структура

### Факультеты
- Иностранных языков (ФИЯ)
- Историко-филологический (ИФФ)
- Психолого-педагогический (ППФ)
- Общего и профессионального образования (ФОиПО)
- Физико-математический (ФМФ)
- Физической культуры, спорта и туризма (ФФКСиТ)
- Электроэнергетический (ЭЭФ)
- Юридический (ЮФ)
- Экономический факультет (ЭФ)

### Институты
- Аграрно-технологический (АТИ)
- Институт естественных наук и фармации (ИЕНиФ)
- Институт национальной культуры и межкультурной коммуникации (ИНКиМК)
- Педагогический (ПИ, включает ППФ, ФИЯ, ФОиПО, ФФКСиТ)
- Институт цифровых технологий (ИЦТ, включает ЭФ, ФМФ, ЭЭФ)
- Медицинский институт (МИ)
- Дополнительного образования (ИДО)

### Центры
- Инжиниринговый центр
- Информационно-вычислительный центр с суперкомпьютером из Топ50 СНГ.
- Редакционно-издательский центр
- Центр коллективного пользования
- Центр культурно-творческой деятельности
- Центр обучения и международной сертификации
- Центр открытого образования
- Центр карьерного консультирования
- Студенческий спортивный клуб «Акпарс-МарГУ»
- Научно-образовательный центр языковых технологий «Марий йылме»
- Центр социальной и психологической поддержки студентов

### Лаборатории
- Лаборатория «Марийская школа»
- Лаборатория гендерных исследований
- Лаборатория аналитической филологии

### Музеи
- Археологический
- Зоологический
- Истории университета
- Поискового отряда «Воскресение»

### Спортивная база
Для отдыха студентов и сотрудников университета есть спортивно-оздоровительный лагерь «Олимпиец», образован 26 августа 1974 года. В результате реорганизации 2008 года в состав Марийского государственного университета вошёл Марийский государственный педагогический институт им. Н. К. Крупской и спортивно-оздоровительный лагерь «Чайка», образованный 21 апреля 1965 года. С 2008 года принято общее название — «Олимпиец». СОЛ «Олимпиец» (пл. 5,5 га) расположен на территории национального парка Марий Чодра на берегу озера Яльчик.